# Orthocentrus immundus
Orthocentrus immundus är en stekelart som beskrevs av André Seyrig 1934. Orthocentrus immundus ingår i släktet Orthocentrus och familjen brokparasitsteklar. Inga underarter finns listade i Catalogue of Life.